# Newton-on-Ouse
Newton-on-Ouse est un village et une paroisse civile du Yorkshire du Nord, en Angleterre.